# العلاقات الزامبية الفيجية
العلاقات الزامبية الفيجية هي العلاقات الثنائية التي تجمع بين زامبيا وفيجي.

## مقارنة بين البلدين
هذه مقارنة عامة ومرجعية للدولتين:
| وجه المقارنة                                              | زامبيا                         | فيجي                                                                 |
| --------------------------------------------------------- | ------------------------------ | -------------------------------------------------------------------- |
| المساحة (كم2)                                             | 752.62 ألف                     | 18.27 ألف                                                            |
| عدد السكان (نسمة)                                         | 17.09 مليون                    | 915.30 ألف                                                           |
| الكثافة السكانية (ن./كم²)                                 | 22.71                          | 50.1                                                                 |
| العاصمة                                                   | لوساكا                         | سوفا                                                                 |
| اللغة الرسمية                                             | لغة إنجليزية                   | لغة إنجليزية، اللغة الفيجية، اللغة الفيجي الهندية، اللغة الهندستانية |
| العملة                                                    | كواشا زامبي، كواشا زامبي قديم ‏ | دولار فيجي                                                           |
| الناتج المحلي الإجمالي (بليون دولار)                      | 25.81 مليار                    | 5.06 مليار                                                           |
| الناتج المحلي الإجمالي (تعادل القوة الشرائية) بليون دولار | 62.18 مليار                    | 8.32 مليار                                                           |
| الناتج المحلي الإجمالي الاسمي للفرد دولار أمريكي          | 1.30 ألف                       | 4.96 ألف                                                             |
| الناتج المحلي الإجمالي للفرد دولار أمريكي                 | 3.90 ألف                       | 8.79 ألف                                                             |
| مؤشر التنمية البشرية                                      | 0.586                          | 0.727                                                                |
| رمز المكالمات الدولي                                      | +260                           | +679                                                                 |
| رمز الإنترنت                                              | .zm                            | .fj                                                                  |
| المنطقة الزمنية                                           | ت ع م+02:00                    | ت ع م+12:00                                                          |

## منظمات دولية مشتركة
يشترك البلدان في عضوية مجموعة من المنظمات الدولية، منها:
| علم المنظمة | اسم المنظمة                                 | تاريخ انضمام زامبيا | تاريخ انضمام فيجي |
| ----------- | ------------------------------------------- | ------------------- | ----------------- |
|             | الاتحاد البريدي العالمي                     | ?                   | ?                 |
|             | يونسكو                                      | 9 نوفمبر 1964       | 14 يوليو 1983     |
|             | البنك الدولي للإنشاء والتعمير               | 23 سبتمبر 1965      | 28 مايو 1971      |
|             | منظمة التجارة العالمية                      | ?                   | ?                 |
|             | وكالة ضمان الاستثمار متعدد الأطراف          | 6 يونيو 1988        | 24 سبتمبر 1990    |
|             | الاتحاد الدولي للاتصالات                    | 23 أغسطس 1965       | 5 مايو 1971       |
|             | منظمة الشرطة الجنائية الدولية               | ?                   | ?                 |
|             | مؤسسة التمويل الدولية                       | 23 سبتمبر 1965      | 12 يوليو 1979     |
|             | الأمم المتحدة                               | 1 ديسمبر 1964       | 13 أكتوبر 1970    |
|             | مجموعة دول أفريقيا والكاريبي والمحيط الهادئ | ?                   | ?                 |
|             | مؤسسة التنمية الدولية                       | 23 سبتمبر 1965      | 29 سبتمبر 1972    |
|             | منظمة حظر الأسلحة الكيميائية                | ?                   | ?                 |
|             | المركز الدولي لتسوية المنازعات الاستشارية   | 17 يوليو 1970       | 10 سبتمبر 1977    |

## وصلات خارجية
- موقع وزارة الخارجية الفيجية